# Кахо
Кахо (яп. 嘉保 кахо, кахо:) — девиз правления (нэнго) японского императора Хорикавы, использовавшийся с 1095 по 1097 год .

## Продолжительность
Начало и конец эры:
- 15-й день 12-й луны 8-го года Кандзи (по юлианскому календарю — 23 января 1095);
- 17-й день 12-й луны 3-го года Кахо (по юлианскому календарю — 3 января 1097).

## Происхождение
Название нэнго было заимствовано из 6-го цзюаня классического древнекитайского сочинения Ши цзи:「嘉保太平」.

## События
- 1095 год (4-я луна 2-го года Кахо) — император Хорикава отправился в паломничество по храмам Ивасимидзу и Камо[6];
- 1095 год (8-я луна 2-го года Кахо) — сражённый лихорадкой император приказал молиться о его добром здравии; выздоровев, он осыпал буддийских монахов почестями[6];
- 1095 год (11-я луна 2-го года Кахо) — буддийские священники горы Хиэй выразили протест Минамото-но Ёсицуна (яп. 源 義綱) и другим государственным деятелям, которые допустили военные действия и кровопролитие (речь идёт о бунте против двора, на который Ёсицуна пошёл после того, как осудили его сына, Минамото-но Ёсиаки; бунт подавили, а Ёсицуна сослали на остров Садо). На дайдзё-дайдзина Фудзивару-но Моромити было наложено проклятие[7];
- 26 ноября 1096 года (9-й день 11-й луны 3-го года Кахо) — дайдзё тэнно Сиракава постригся в буддийские монахи в возрасте 44 лет[8];

## Сравнительная таблица
Ниже представлена таблица соответствия японского традиционного и европейского летосчисления. В скобках к номеру года японской эры указано название соответствующего года из 60-летнего цикла китайской системы гань-чжи. Японские месяцы традиционно названы лунами.
| 1-й год Кахо (Деревянная Собака) | 1-я луна       | 2-я луна*  | 3-я луна  | 3-я луна* (високосная) | 4-я луна  | 5-я луна* | 6-я луна  | 7-я луна   | 8-я луна*   | 9-я луна   | 10-я луна | 11-я луна* | 12-я луна*    |
| -------------------------------- | -------------- | ---------- | --------- | ---------------------- | --------- | --------- | --------- | ---------- | ----------- | ---------- | --------- | ---------- | ------------- |
| Юлианский календарь              | 19 января 1094 | 18 февраля | 19 марта  | 18 апреля              | 17 мая    | 16 июня   | 15 июля   | 14 августа | 13 сентября | 12 октября | 11 ноября | 11 декабря | 9 января 1095 |
| 2-й год Кахо (Деревянная Свинья) | 1-я луна       | 2-я луна*  | 3-я луна  | 4-я луна*              | 5-я луна  | 6-я луна* | 7-я луна  | 8-я луна*  | 9-я луна    | 10-я луна  | 11-я луна | 12-я луна* |               |
| Юлианский календарь              | 7 февраля 1095 | 9 марта    | 7 апреля  | 7 мая                  | 5 июня    | 5 июля    | 3 августа | 2 сентября | 1 октября   | 31 октября | 30 ноября | 30 декабря |               |
| 3-й год Кахо (Огненная Крыса)    | 1-я луна       | 2-я луна*  | 3-я луна* | 4-я луна               | 5-я луна* | 6-я луна* | 7-я луна  | 8-я луна*  | 9-я луна    | 10-я луна  | 11-я луна | 12-я луна* |               |
| Юлианский календарь              | 28 января 1096 | 27 февраля | 27 марта  | 25 апреля              | 25 мая    | 23 июня   | 22 июля   | 21 августа | 19 сентября | 19 октября | 18 ноября | 18 декабря |               |

* звёздочкой отмечены короткие месяцы (луны) продолжительностью 29 дней. Остальные месяцы длятся 30 дней.